# الجمعية السعودية للمحافظة على التراث الصناعي
الجمعية السعودية للمحافظة على التراث الصناعي، تأسست بقرار وزير الثقافة في 29 أبريل 2019، ويقصد بالتراث الصناعي الإنجازات الاجتماعية والهندسية التي صنعها الإنسان بعد الثورة الصناعية.

## الأهداف
- التوعية بقيمة المعالم الحضارية المتعلقة بالتراث الصناعي.
- صيانة المعالم البارزة للتراث الصناعي وتوثيقها وتعزيز حضورها.
- تأهيل الكوادر الوطنية المهتمة بالتراث الثقافي الصناعي بالتعاون مع أهم الجامعات العالمية المختصة بهذا الجانب.